# 2008년 아부 카말 폭격

2008년 아부 카말 폭격은 미국의 특수작전부대가 2008년 10월 26일 시리아 동부의 도시인 아부 카말에 감행한 헬리콥터 폭격 사건이다. 시리아 영토 내부에서 미군이 폭격을 감행한 것은 이번이 처음이다. 미군 측에 따르면 미국과 이라크 임시정부를 방해하고 2003년 이라크 전쟁의 미군 공격 배후로 지목된 테러 단체의 네트워크 파괴가 핵심 목표였다.
아부 카말은 이라크와 국경을 바로 접하고 있으며 미국 측은 그동안 이라크 내 암거래와 무기거래, 폭력 단체의 온상으로 지목됐다.
시리아 아랍뉴스 통신사(SANA)의 보도에 따르면 4대의 미군 헬리콥터가 시리아 상공에 지역시간 16시 45분에 나타나 인근에 건설중인 건물을 폭격하기 시작했다고 한다.
8명의 시민이 죽었으며 한 가정의 아버지와 네 아이들, 부부가 사망했다.
미군은 아부 카말에 있을 것으로 추정했던 병참 기지를 파괴하기 위해 공격을 감행했다. 미 당국은 CBS에 알카에다 고위 지도자와 테러리스트를 공격했다고 밝혔으며 상당히 성공적이었다고 밝혔다. 하지만 이들을 죽였는지에 대해서는 불확실하다.